# Washington Darts 1970
Questa pagina raccoglie i dati riguardanti i Washington Darts nelle competizioni ufficiali della stagione 1970.

## Stagione
Alla guida degli Darts, passati dall'American Soccer League alla North American Soccer League, fu confermato Lincoln Phillips, primo allenatore nero a guidare una squadra di calcio professionistica statunitense.
L'ossatura della squadra era formata in larga parte da giocatori trinidadiani e da una colonia di giocatori scozzesi (tra cui si poteva annoverare anche Kerr, naturalizzato canadese ma nativo di Glasgow), mentre l'argentino Victorio Casa, con i suoi $15.000 di ingaggio annuali, risultò il giocatore più pagato dell'intera lega. I Darts raggiunsero la finale del torneo dopo essersi imposti nel Southern Division, perdendola contro i Rochester Lancers: non bastò ai Darts vincere la gara di ritorno per 3-1, poiché in quella di andata erano stati sconfitti per 3-0.

## Organigramma societario
Area direttiva
- General Manager: Norman Southerland[2]

Area tecnica
- Allenatore: Lincoln Phillips
- Preparatore: Frank Gabrielli

## Rosa
| N. |                              | Ruolo | Calciatore           |
| -- | ---------------------------- | ----- | -------------------- |
| 0  | Argentina (bandiera)         | P     | Ramon Narvaez        |
| 1  | Trinidad e Tobago (bandiera) | P     | Lincoln Phillips     |
| 2  | Trinidad e Tobago (bandiera) | D     | Selris Figaro        |
| 3  | Haiti (bandiera)             | D     | Roland Crispin       |
| 4  | Canada (bandiera)            | C     | John Kerr            |
| 5  | Trinidad e Tobago (bandiera) | A     | Bertrand Grell       |
| 6  | Trinidad e Tobago (bandiera) | C     | Victor Gamaldo       |
| 7  | Ghana (bandiera)             | A     | Joseph Agyemang-Gyau |
| 8  | Scozia (bandiera)            | A     | John Muir            |
| 9  | Trinidad e Tobago (bandiera) | A     | Gerry Browne         |

| N. |                              | Ruolo | Calciatore              |
| -- | ---------------------------- | ----- | ----------------------- |
| 10 | Scozia (bandiera)            | C     | Billy Fraser            |
| 11 | Trinidad e Tobago (bandiera) | C     | Warren Archibald        |
| 12 | Scozia (bandiera)            | D     | Frank Donlavey          |
| 13 | Ghana (bandiera)             | D     | Willie Evans (capitano) |
| 14 | Trinidad e Tobago (bandiera) | A     | Leroy DeLeon            |
| 15 | Argentina (bandiera)         | A     | Victorio Casa           |
| 16 | Trinidad e Tobago (bandiera) | D     | Winston Alexis          |
| 17 | Scozia (bandiera)            | C     | Danny Paton             |
|    | Cile (bandiera)              |       | Christian Gonzales      |